# Hysteropterum curviceps
Hysteropterum curviceps är en insektsart som beskrevs av Synave 1956. Hysteropterum curviceps ingår i släktet Hysteropterum och familjen sköldstritar. Inga underarter finns listade i Catalogue of Life.